# Elimelech

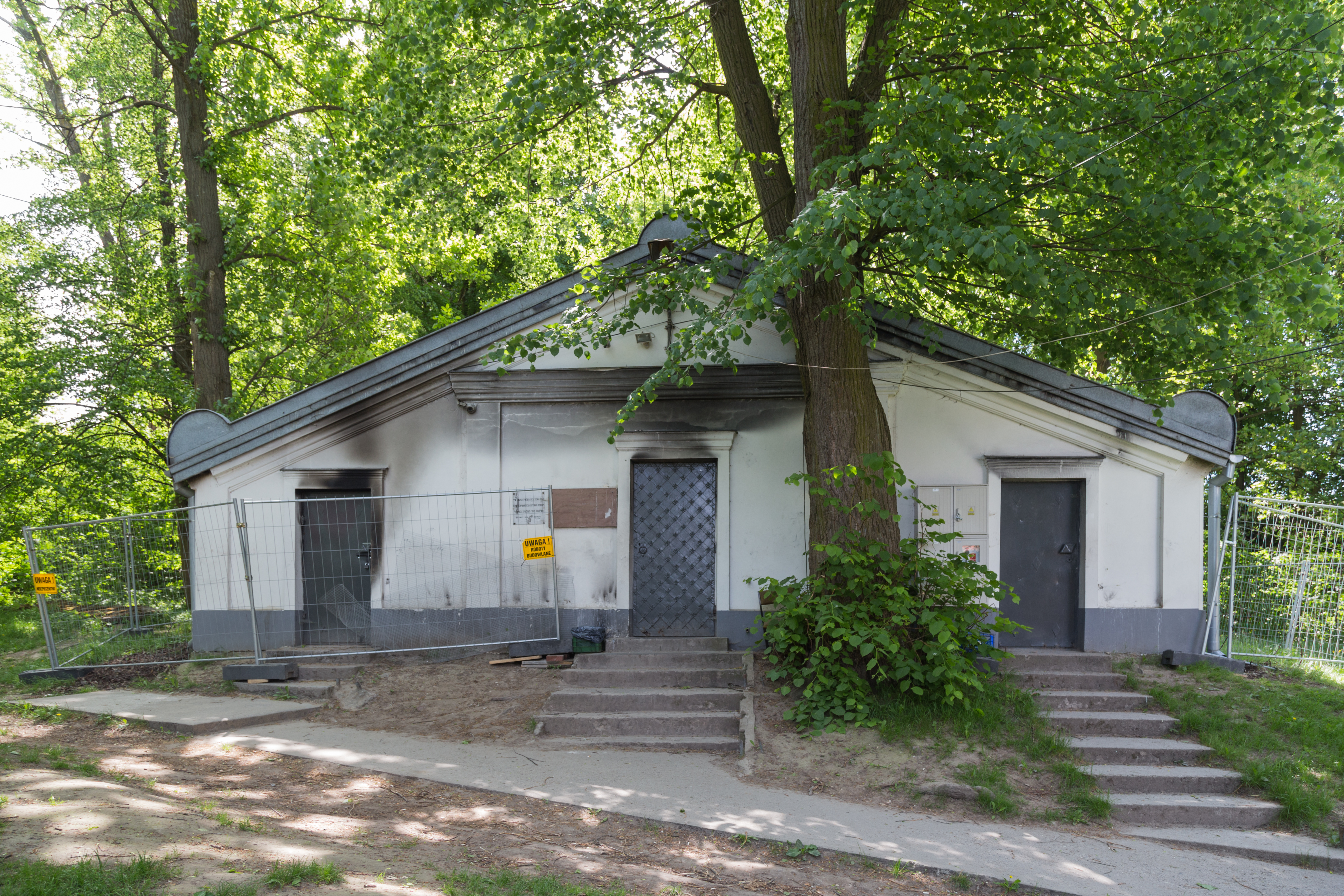
O túmulo de Elimelech em Lizhensk

Elimelech Weissblum (Lapacha, Galícia 1717-Lizhensk, 1786/1787) foi um rabino e rebe (líder de uma dinastia chassídica). Seu túmulo encontra-se no cemitério judaico de Lezajsk. Ele e seu irmão Meshulam Zusya eram discípulos bem conhecidos de  Dov Ber de Mezeritch e líderes proeminentes do movimento hassídico após sua morte.